# Expédition du Bordelais
L'expédition du Bordelais (1816-1819) est la troisième circumnavigation réussie par des Français, après celles de Bougainville et de Marchand, compte tenu de la disparition de Lapérouse. Et sans compter le tour du monde fait par Le Gentil de La Barbinais en 1714-1717 sur deux navires marchands. Comme l'expédition Marchand sur Le Solide, l'expédition du Bordelais un quart de siècle plus tard a un but essentiellement commercial : la traite des fourrures (pelleterie) entre la côte Nord-Ouest de l'Amérique et la Chine. Dirigée par le navigateur français Camille de Roquefeuil, l'expédition est financée par l'armateur bordelais Jean-Étienne Balguerie, dit Balguerie junior.

## Préparation de l'expédition

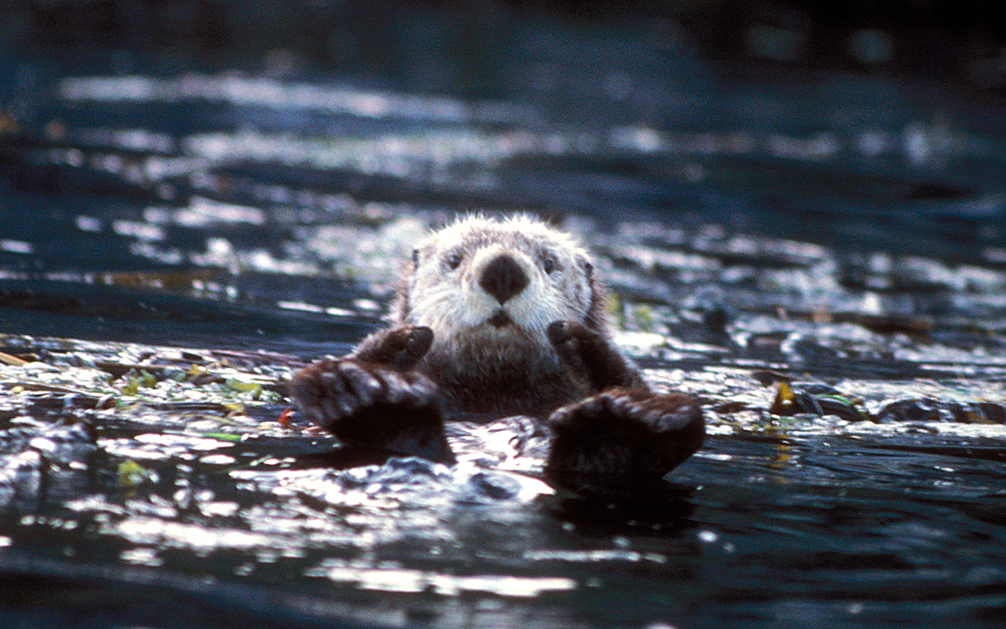
La loutre de mer, recherchée pour le commerce de sa fourrure.

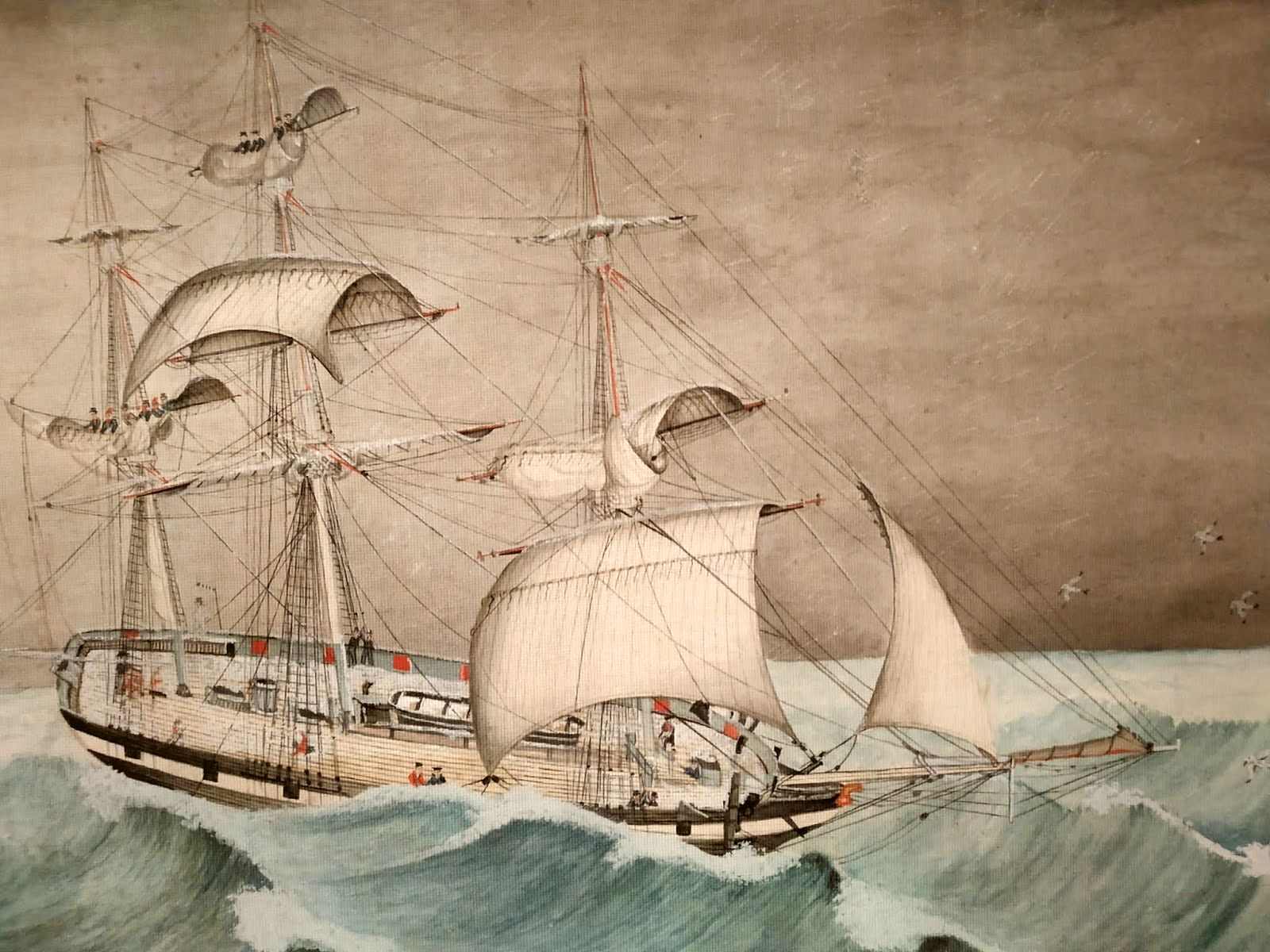
Le « Bordelais », commandé par le capitaine Gaus passant Le Cap Horn en 1827 (aquarelle de F. Ferrier, 1833).

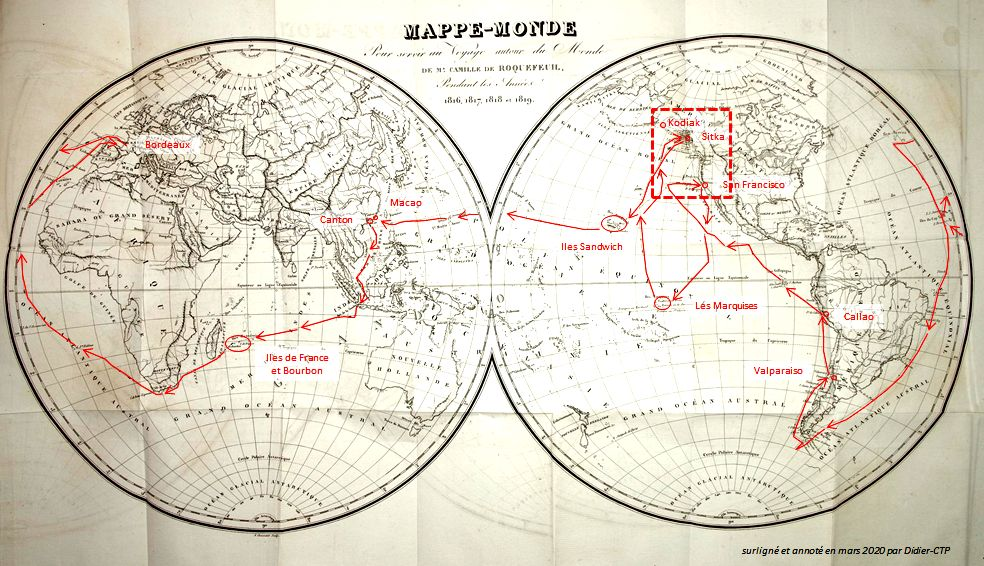
Voyage autour du monde de Camille de Roquefeuil (mappe-monde).

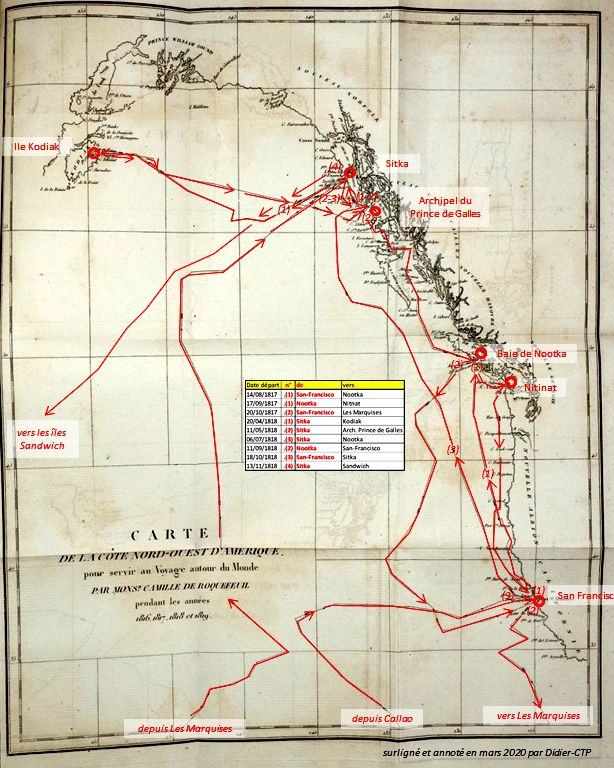
Détail du voyage sur la côte Nord-Ouest d'Amérique (voir la situation sur la mappe-monde).

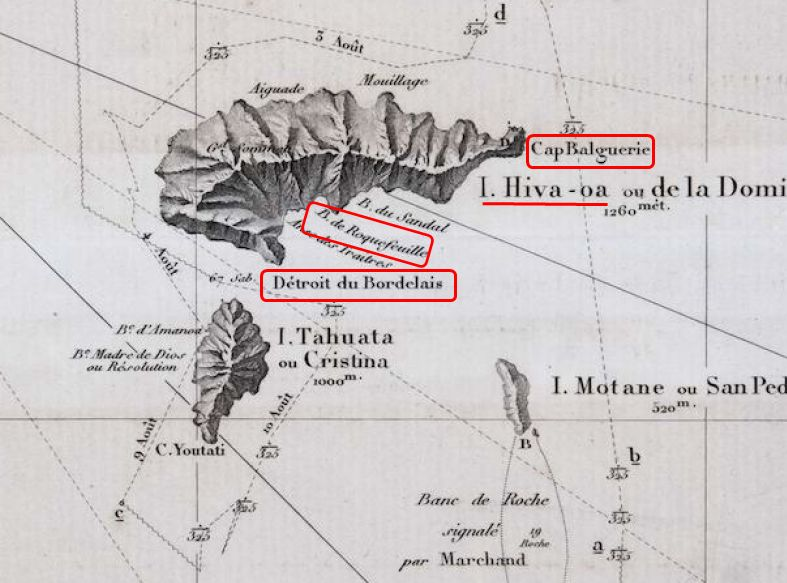
Toponymes liés à l'expédition, île d'Hiva Oa (Marquises) (carte 1re moitié du XIXe siècle.

Camille de Roquefeuil, officier de la Royale, dont les perspectives de carrière sont obérées par le retour de la paix, se voit proposer en 1816 par l'armateur Balguerie junior, président de la chambre de commerce de Bordeaux, « une opération de troc de grande envergure » consistant à traiter des pelleteries (essentiellement des loutres de mer) sur la côte Nord-Ouest de l'Amérique, après avoir chargé du bois de santal, des perles et des ailerons de requins aux îles Sandwich (aujourd'hui Hawaï) pour vendre le tout en Chine. Roquefeuil, officier de marine, obtient un congé administratif de son ministre, le vicomte du Bouchage, pour prendre le commandement de l'expédition, le voyage étant conçu aussi « dans un but d’intérêt général ».

## Le navire et l'équipage
Le Bordelais est un petit trois mats de 200 tonneaux armé de 8 canons (dont 6 caronades) dont la coque est doublée de plaques de cuivre contre les tarets. La fixation défectueuse de ces plaques sera un souci constant du capitaine durant le voyage.
L'équipage se compose de 34 hommes, y compris trois officiers (Foucault, Briole -seconds-, Salis), un jeune chirurgien de marine (Yves-Thomas-René Vimont (1793-1821), qui est l'auteur d'un récit du même voyage), un marin étranger (Siepky), un interprète (Eyssautier).
Le navire est doté d'un chronomètre Breguet (no 172), instrument nouveau, dont n'avaient pas bénéficié les expéditions précédentes, destiné à déterminer avec une plus grande précision la longitude.

## Le voyage
Le Bordelais part de Bordeaux le 11 octobre 1816, passe — difficilement — le Cap Horn fin janvier 1817, et arrive à Valparaiso, en 117 jours en février 1817. La ville est en plein troubles de la guerre d’indépendance du Chili et doit quitter précipitamment son mouillage. Il remonte le long du continent américain, après escale à Callao le port de Lima jusqu'au fort espagnol de San Francisco (octobre 1817), puis jusqu'à Nootka et Vancouver (Nitinat) en septembre 1817. Revenu à San Francisco en octobre 1817, il repart hiverner aux Marquises (îles de Hiva Oa et Nuku Hiva) pour rejoindre Kodiak, Sitka et Nootka d'avril à septembre 1818. Revenu à San Francisco en septembre 1818, il rejoint Honolulu sur les îles Sandwich (archipel d’Hawaï) après un détour par Sitka en janvier 1819. Il arrive à Macao et Canton, en Chine, en mars 1819 avant de rejoindre Bordeaux en novembre 1819 par les Île de France (actuelle île Maurice) et de Bourbon (actuelle île de la Réunion), le cap de Bonne-Espérance. Sa navigation a duré trois ans et un mois.
Elle est marquée par un épisode tragique : le 18 juin 1818, dans l'archipel du Prince de Galles, 21 indigènes koniagas, employés par les Français pour la chasse aux loutres, sont attaqués et tués par les Indiens Tlinglits alors qu'ils campent sur le rivage. Quatre marins français qui leur portaient secours sont blessés. Le capitaine de Roquefeuil en réchappe de justesse. Ce drame a des conséquences financières pour l'expédition qui doit payer une indemnisation conséquente aux familles des victimes.
Camille de Roquefeuil publie en 1823, en deux volumes, le récit de son voyage, précédé d'une introduction de l'éditeur d'une cinquantaine de pages. Le récit de son voyage, traduit en anglais, allemand, espagnol, connait un succès d'édition.
En 1923, un manuscrit décrivant le même voyage est trouvé par l'archiviste départemental d'Ille-et-Vilaine, Henri Bourde de la Rogerie. Il est identifié comme l’œuvre du chirurgien du navire, Yves-Thomas-René Vimont.

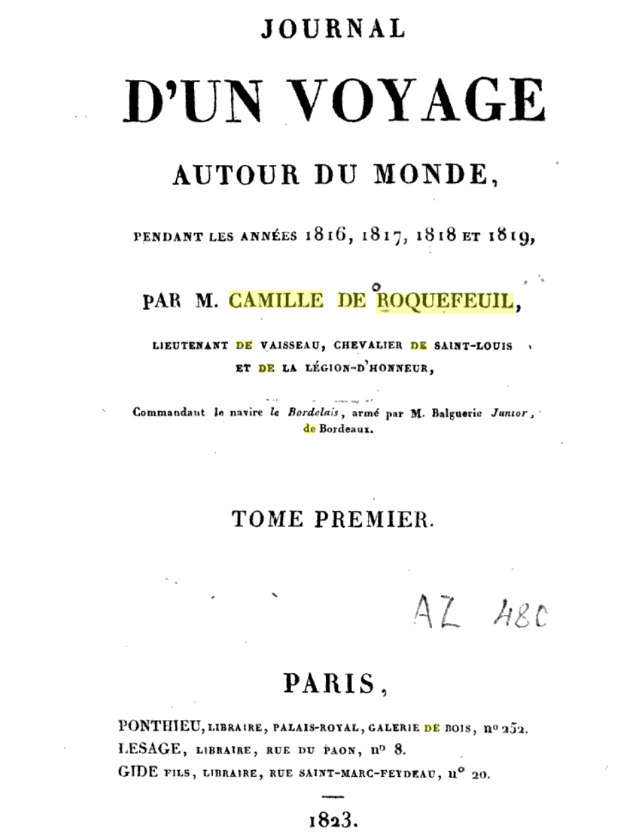
Page de garde du Journal d'un voyage autour du monde de Camille de Roquefeuil, 1823.

## Bilan de l'expédition
L'expédition se déroule dans la conjoncture défavorable de la chute irréversible du commerce des fourrures dont James Cook avait découvert tout l’intérêt durant son troisième voyage, qu'avait expérimenté La Pérouse et que pratiquaient avec profit, depuis la fin du XVIe siècle, les navires anglais et américains. Entre 1790 et 1792, le capitaine Étienne Marchand et la maison Baux, amateur marseillais du navire Le Solide, avaient déjà monté une expédition de commerce de pelleterie entre le Sud Ouest de l'Amérique et la Chine sans grand succès.
Arrivé en Chine en mars 1819, Le Bordelais vend difficilement ses peaux dont le cours a baissé. Le voyage est loin d'être un succès commercial. Mais il constitue une documentation de valeur scientifique et ethnologique, grâce aux observations zoologistes et naturalistes de Vimont et au récit de Roquefeuil plus centré sur l'établissement d'instructions nautiques de qualité dans ces régions encore mal explorées.

## Œuvres
- Camille de Roquefeuil, Journal d'un voyage autour du monde, Paris, Ponthieu, 1823, tome premier et tome second ;
- Yves-Thomas-René Vimont (introduction Eric Poix), Le voyage du « Bordelais » : Le tour du monde d'un jeune Breton, chirurgien de la marine (1816-1819), Besançon, éd. La lanterne magique, 2015, 350 p. (ISBN 978-2916180212, présentation en ligne).

## Pour approfondir